# Arthur Seldon
Arthur Seldon (29 mai 1916 - 11 octobre 2005) fut le conseiller éditorial puis directeur éditorial de l'Institute of Economic Affairs, dont il a supervisé les travaux académiques pendant 30 ans.
Né à Londres dans l'East End où ses parents, des juifs russes, ont émigré, ll se retrouve orphelin à l'âge de deux ans. (Ses parents meurent en 1918, emportés par la grippe espagnole). Il étudie à la London School of Economics sous la conduite d'Arnold Plant et de Lionel Robbins. Friedrich Hayek, alors professeur à la LSE, l'introduit aux idées de l'école autrichienne. Il cofonde à la LSE la société des étudiants libéraux.
Mobilisé, il participe à la seconde guerre mondiale en Afrique et en Italie.
Par la suite, il rejoint l'industrie britannique dans laquelle il travaille comme économiste. Il adhère au Parti libéral britannique dans lequel il joue un grand rôle en particulier à la fin des années 1940 et en 1962. Il reçoit en 1999 un doctorat honoraire de l'université de Buckingham.
Il a également coprésidé la Société du Mont Pèlerin et participé au Locke Institute.
Ses idées ont influencé la politique de Margaret Thatcher même s'il la critique vivement quand elle choisit de ne pas modifier le monopole du National Health Service. En 1980, il affirme :  « La Chine sera capitaliste, l'URSS disparaîtra ; le Parti travailliste ne gouvernera plus jamais avec les dogmes du passé ».